# Ludvig av Brandenburg
Ludvig av Brandenburg, tyska: Ludwig von Brandenburg, född 8 juli 1666 i Kleve, död 7 april 1687 i Potsdam, var arvfurste och markgreve av Brandenburg. 
Han var son till kurfursten Fredrik Vilhelm av Brandenburg (1620–1688), den yngste sonen från dennes första äktenskap med Lovisa Henrietta av Oranien-Nassau (1627–1667). Han var den tredje av parets söner som överlevde till vuxen ålder. Ludvig gifte sig 7 januari 1681 med den litauiska furstinnan Ludwika Karolina Radziwiłł (tyska: Luise Charlotte Radziwill, 1667–1695), det enda barnet till Bogusław Radziwiłł, ståthållare i hertigdömet Preussen. Efter bröllopet var paret bosatta i Utrecht fram till 1683, då de återvände till Brandenburg.
Eftersom den äldste brodern Karl Emil av Brandenburg avlidit i dysenteri under ett fälttåg 1674, var Ludvig andre prins i tronföljden efter mellanbrodern Fredrik, men före sina halvbröder, som var söner till kurfurstens andra hustru Dorotea av Holstein (1636–1689).
Ludvig avled oväntat den 7 april 1687 på morgonen efter en hovbal på Potsdams slott. En kommission tillsatt av hans far kurfursten kom fram till att förgiftning var den troliga dödsorsaken, men man kunde inte precisera vilket gift. Giftmisstankarna och ryktesspridning spädde på konflikten mellan kurprinsen Fredrik och hans halvsyskon. Fredrik och hans maka Sofia Charlotta av Hannover lämnade det brandenburgska hovet, mot faderns önskan, och levde därefter vid svärföräldrarnas hov i Hannover fram till att Fredrik 1688 tillträdde som kurfurste efter faderns död.
Ludvig är begravd i Hohenzollernkryptan under Berliner Dom. Efter en utdragen process erkändes 1691 Preussens anspråk på Tauroggen och Serrey, som Ludvigs hustru Ludwika Karolina medfört som hemgift i äktenskapet.